# Gorou Banda (Niamey V)
Gorou Banda ist ein Dorf im Arrondissement Niamey V der Stadt Niamey in Niger.

## Geographie
Das von einem traditionellen Ortsvorsteher (chef traditionnel) geleitete Dorf befindet sich am Fluss Niger im Osten des ländlichen Gebiets von Niamey V, an der zur Staatsgrenze mit Burkina Faso führenden Nationalstraße 27. Zu den umliegenden Siedlungen zählen das Dorf Saga Gourma im Nordwesten, das Dorf Timéré im Südosten sowie die Weiler Dantcha und Langayé im Süden.
Bei Gorou Banda verläuft ein in den Niger mündendes Trockental. Das Wort gorou kommt aus der Sprache Zarma und bedeutet „Trockental“. Die Zarma-Postposition banda heißt „nach, hinter“. Der Ortsname Gorou Banda lässt sich folglich als „hinter dem Trockental“ übersetzen.

## Geschichte
Gorou Banda bestand bereits in den 1970er Jahren, als sich die Stadt Niamey auf das rechte Ufer des Nigers auszudehnen begann. Das Dorf lag bis Ende des 20. Jahrhunderts außerhalb der Stadtgrenzen von Niamey und gehörte zum Arrondissement Kollo.

## Bevölkerung
Bei der Volkszählung 2012 hatte Gorou Banda 328 Einwohner, die in 42 Haushalten lebten. Bei der Volkszählung 1988 betrug die Einwohnerzahl 93 in 15 Haushalten.

## Wirtschaft und Infrastruktur

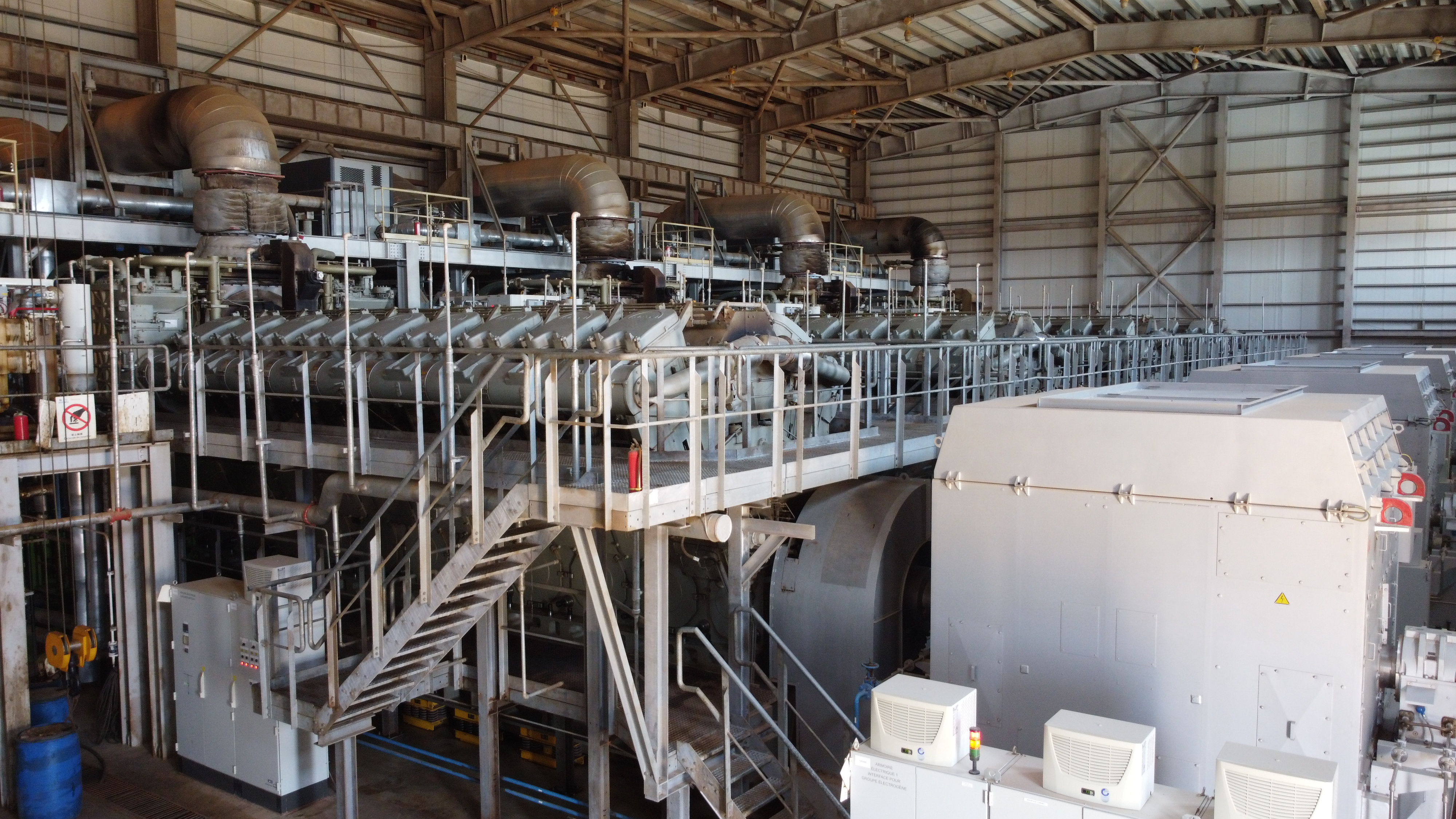
Maschinenraum im Dieselkraftwerk Gorou Banda (2021)

Beim Dorf steht das Dieselkraftwerk Gorou Banda, das 2017 in Betrieb genommen wurde.